# Проституция в Израиле
Проституция в Израиле (обмен половых актов на деньги) криминализирована с июля 2020 года, регулируется Законом Израиля об отмене потребления проституции, согласно которому предусмотрены штрафы для покупателей услуг проституток.
Израиль стал десятой страной со скандинавской моделью борьбы с проституцией. По оценкам Министерства социальных дел и социальных служб, в стране насчитывается 14 000 проституток, как мужчин, так и женщин.
Главным центром проституции в Израиле является Тель-Авив, однако традиционный квартал красных фонарей в районе старого автовокзала в 2017 году подвергся ряду рейдов и закрытий и подлежит джентрификации.
«Управлением Госдепартамента США по мониторингу и борьбе с торговлей людьми» Израиль был определён как страна уровня:
- в 2001 году — 3[6]
- в 2002 году—уровень повышен до «уровня 2»[7]
- в 2017 году—повышен до «уровня 1»[8]
- в 2021 году уровень опять понижен до «уровня 2» и остаётся на этом уровне в 2022 году[9].

## История
Проституция существует в Израиле с библейских времен, и ею занимаются как женщины, так и мужчины. Это считалось «позорной профессией».
В начале XIX века еврейские женщины в Восточной Европе пережили экономический коллапс. Женщин заставляли или принуждали заниматься проституцией или секс-торговлей, поскольку это было единственным реальным средством самообеспечения.
К началу Первой мировой войны проституция прочно утвердилась в Тель-Авиве, Хайфе, Рамле и других городах. Хозяевами борделей были как евреи, так и арабы. Британские солдаты увеличили спрос на проституцию в 1930-х и 1940-х годах. Тель-Авив считался центром секс-торговли на Ближнем Востоке.
Проституция (кроме гомосексуальной) была легализована в Израиле в 1949 году в соответствии с Законом о проституции и Законом о мерзости. Гомосексуальная проституция — в 1954 году. Однако в 1962 году проституция в помещении, но не уличная, была запрещена Уголовным законом Израиля 1966 года, разделы 199—202. Домашняя проституция продолжала процветать, и до 1970-х годов это не воспринималось как серьёзная проблема . Расследование 1975 года (Бен-Иато) рекомендовало легализацию, но это не было исполнено.
В 1990-е годы трафик торговли людьми в Израиле достигал 4 миллионов людей в год — главным образом это были женщины и дети из стран бывшего СССР, а также из Китая. Женские движении в Израиле пытались решить проблему проституции как социального зла. Был принят «Закон о проституции 1997 года».
В 2000 году Кнессет внес поправки в «Закон о проституции 1997 года»:
- была запрещена торговля людьми (покупка или продажа людей) для занятия проституцией
- было запрещено принуждение человека покинуть страну проживания для занятия проституцией
- было удвоено наказание за изнасилование и нарушение закона о проституции 1997 года в случае, если жертва является несовершеннолетней.

В 2003 году Израиль принял закон, позволяющий государству конфисковывать доходы торговцев людьми.
В 2007 году обсуждался запрет на рекламу проституции. В декабре 2009 года в израильский парламент был внесен законопроект, запрещающий покупку секс-услуг. В феврале 2012 года кабинет министров одобрил ещё один законопроект.
В 2017 году в Кнессет был внесен «Законопроект об уголовном запрете на использование услуг проституции и общественном лечении». Данный закон криминализировал покупку сексуальных услуг и предусматривал компенсацию от «клиента» проститутке. Был создан Правительственный комитет, который в январе 2018 года сообщил, что «если использование проституток считается уголовным преступлением, они выступают за масштабную криминализацию». Были предусмотрены штрафы. Однако проституция в Израиле продолжала быть легальной до декабря 2018 года, но организованная проституция в виде публичных домов и сутенерство были запрещены. Закон, принятый Кнессетом 31 декабря 2018 года и устанавливающий уголовную ответственность для «клиентов» проституток, но не для проституток, вступил в силу в мае 2020 года.
Перед вступлением в июле 2020 года законопроекта в силу были представлены возражения и требования отсрочки:
- чтобы гарантировать готовность государственных программ реабилитации безработных проституток[24]
- из-за неспособности полиции обеспечить соблюдение нового закона
- из-за неспособности правительства организовать обязательные семинары для правонарушителей с целью повышения осведомленности об опасностях проституции, которые предлагались в дополнение к штрафам.

Министр юстиции Ави Ниссенкорн отклонил просьбу об отсрочке.
Были введены штрафы в размере 2000 шекелей для клиентов-правонарушителей, который предусматривал ужесточение до 4000 шекелей за повторные правонарушения в течение трех лет. Максимальное наказание за возможное уголовное дело против покупателей секс-услуг — 75 300 шекелей. Были предложены альтернативы штрафам, такие как школы Джона. Закон дополнительно предоставляет 90 миллионов шекелей для смены карьеры лицам, занимающимся проституцией.
Несмотря на уголовный кодекс, использование услуг проституток широко распространено в Израиле.

## Последствия проституции в Израиле
Последствия проституции в Израиле (из отчёта министерства труда и социального обеспечения по исследованию 2020 года по проституткам, известным социальным службам):
- 30 % проституток пытались покончить жизнь самоубийством
- 50 % проституток страдает от посттравматического синдрома
- у 40 % проституток наблюдаются диагностированные проблемы с психическим здоровьем
- 27 % проституток ранее были госпитализированы в психиатрические больницы
- у 20 % проституток расстройство пищевого поведения

## Экономика
Секс-торговля в Израиле приносит доход до 500 миллионов долларов в год.

## Иммиграция
В Израиле проживает большое количество нееврейских иммигрантов из России, Украины и Центральной Азии. Среди женщин-иммигрантов были проститутки, в то время как другие обратились к проституции из-за экономических трудностей на новой земле. В проституции в Израиле доминируют иммигранты из бывшего Советского Союза с момента массовой иммиграции в 1990-х годах. С 1991 по 1994 год количество массажных салонов, которыми управляли иммигранты из России, Украины и Центральной Азии, выросло с 14 до 111.

## Политика
Различные группы выступали за следующие различные способы решения проблемы проституции:
- легализация
- криминализации потребителей секс-услуг.

Консервативные религиозные политические партии последовательно выступают против легализации по причине её аморальности.
Женщины-лидеры в стране продвигали «Шведская модель борьбы с проституцией», которая не преследует продавцов услуг проституции, но запрещает покупку услуг проституции.
Кнессет единогласно принял закон, запрещающий покупку сексуальных услуг, таким образом Израиль присоединился к другим странам, таким как Швеция и Франция.
Закон был принят 34 голосами против 0, был предусмотрен штраф, который может достигать 75 300 шекелей.

## Секс-торговля
В марте 2005 года были опубликованы выводы парламентского комитетом по расследованию, за предыдущие четыре года. Было установлено, что от 3000 до 5000 женщин были незаконно ввезены в Израиль и проданы для занятий проституцией. Большинство проституток прибыли из Украины, Молдовы, Узбекистана, Китая и России, и многие были перевезены контрабандой через Египет.
К 2007 году, согласно докладу «Комитета Кнессета по положению женщин», число женщин — жертв торговли людьми сократилось до менее чем 1000. Женщин и других людей, которых принуждают к торговле людьми стали привозить более скрытными способами. В 2007 году Государственный департамент США поместил Израиль на уровень 2 в своих ежегодных отчетах о торговле людьми из-за неполного соблюдения стандартов по искоренению торговли людьми. В 2011 году страна была повышена до «Уровня 1».
С 2010 года в Израиле не было зарегистрировано ни одного случая торговли людьми, в то же время организация «Целевая группа по борьбе с торговлей людьми» утверждала, что в общей сложности мужчины посещают публичные дома в Израиле до миллиона раз в месяц.

## Отражение в искусстве
- Ор[англ.]  —израильский художественный фильм 2004 года, 17-летняя ученица средней школы в Тель-Авиве, у которой мать проститутка, также становится проституткой, находясь в уязвимом положении[40]
- Сериал Блю Натали[ивр.] 2010 года —секс-трафик женщин в Израиль после распада СССР (из Молдовы, России, Украины, Узбекистана)
- Документальный фильм 2011 года Цена секса[англ.]